# Józef Pawelec
Józef Jacek Pawelec (ur. 20 maja 1934 w Kleśniskach) – polski nauczyciel akademicki, inżynier elektronik, specjalista w zakresie radiokomunikacji i technologii sieciowych, polityk, profesor nauk technicznych, poseł na Sejm I kadencji.

## Życiorys

### Wykształcenie i praca zawodowa
W 1958 ukończył studia na Wydziale Elektroniki Wojskowej Akademii Technicznej. Na tej samej uczelni uzyskiwał stopień doktora (1975) i doktora habilitowanego. W 2004 otrzymał tytuł naukowy profesora nauk technicznych. Specjalizuje się w zakresie radiokomunikacji. Był członkiem Komitetu Narodowego do spraw Współpracy z Międzynarodową Unią Nauk Radiowych (URSI) Polskiej Akademii Nauk, został też członkiem Stowarzyszenia Elektroników Polskich i Polskiego Towarzystwa Cybernetycznego. Przewodniczył Komisji „E” Międzynarodowej Unii Nauk Radiowych.
Był pracownikiem naukowym WAT i oficerem Ludowego Wojska Polskiego, dochodząc do stopnia pułkownika. Następnie podjął pracę jako wykładowca m.in. w Wojskowym Instytucie Łączności, w którym pełnił m.in. funkcję dyrektora ds. naukowych i doszedł do stanowiska profesora zwyczajnego. Pracował też m.in. jako profesor w Europejskiej Wyższej Szkole Informatyczno-Ekonomicznej w Warszawie oraz jako profesor zwyczajny na Politechnice Radomskiej. Został też profesorem w Europejskiej Uczelni w Warszawie i dziekanem Wydziału Informatyki na tej uczelni.
Publikował w m.in. „Polsce Zbrojnej” i tygodniku „Wprost”.

### Działalność polityczna
Pod koniec lat 80. znalazł się wśród twórców antykomunistycznego Stowarzyszenia Patriotycznego Viritim. W latach 1991–1993 sprawował mandat posła na Sejm I kadencji, który uzyskał z listy ogólnopolskiej kandydatów w okręgu warszawskim z ramienia Konfederacji Polski Niepodległej. Pracował w Komisji Obrony Narodowej oraz w Komisji Edukacji, Nauki i Postępu Technicznego. Bez powodzenia ubiegał się o reelekcję z listy Samoobrony w wyborach parlamentarnych w 1993 w województwie częstochowskim (otrzymał 4960 głosów). Ubiegał się o mandat poselski również z ramienia Polskiego Stronnictwa Ludowego w województwie katowickim (1997) i z listy Prawa i Sprawiedliwości w okręgu radomskim (2001). W wyborach samorządowych w 2002 kandydował z ramienia PiS do sejmiku mazowieckiego.

## Publikacje
- Cyfrowe modelowanie kompresji widma (współautor), Centrum Obliczeniowe Polskiej Akademii Nauk, Warszawa 1970.
- Radiosterowanie i łączność kosmiczna (współautor), Wydawnictwo Komunikacji i Łączności, Warszawa 1991.
- Wojsko Polskie w okresie przełomu 1990/92 (oprac.), Wydawnictwo Sejmowe, Warszawa 1992.
- Kulisy Sejmu I kadencji, Wydawnictwo Antyk, Warszawa 1994.
- Radiokomunikacja. Wybrane problemy kompatybilności (współautor), Wydawnictwo Politechniki Radomskiej, Radom 2002.
- Generał Kaliski musiał zginąć, Radwan, Tolkmicko 2012.

## Odznaczenia
Został odznaczony Krzyżem Kawalerskim Orderu Odrodzenia Polski.